# Platysoma semilineatum
Platysoma semilineatum är en skalbaggsart som beskrevs av Schmidt 1892. Platysoma semilineatum ingår i släktet Platysoma och familjen stumpbaggar. Inga underarter finns listade i Catalogue of Life.